# Markab
Alpha Pegasi ist ein Stern im Sternbild Pegasus. Er ist etwa 133 Lichtjahre entfernt und hat eine scheinbare visuelle Helligkeit von 2,5 mag.
Der Stern trägt den Eigennamen Markab (oder "Mirfak", arab. "Schulter"). Der Name Markab stammt ursprünglich aus arabisch مركب, DMG Markab ‚Pferdesattel‘, durch falsche Transkription wurde daraus Mankib, welches sich aus arabisch منكب الفرس, DMG Mankib al-Faras ‚Schulter (des Pegasus)‘ herleitet.